# Rotting Christ
A Rotting Christ görög black/gothic metal együttes. 1987-ben alakultak Athénban. Eredetileg a grindcore stílusban játszottak (a demó lemezeiken), ezután áttértek a black metal stílusra, karrierjük későbbi szakaszában gothic metalt is játszottak. Hatásukként a Celtic Frostot és a Venomot jelölték meg. Első nagylemezük 1993-ban jelent meg. Lemezeiket az Osmose Productions, Century Media Records, Season of Mist, Unisound kiadók dobják piacra. 
Elődjüknek az 1985-ben alakult "Black Church" együttes számít, amelyben Szákisz Tólisz, Thémisz Tólisz és a korábbi basszusgitárosuk, Mutilator szerepelt. 1987-ben változtatták Rotting Christ-ra a nevüket. 
2018-ban grúziai koncertjük előtt letartóztatták Szákisz Tólisz-t és Thémisz Tólisz-t, mivelhogy a zenekar neve miatt sátánistának gondolták őket. A testvérpárt 12 órára börtönbe zárták, majd kiengedték őket, ezután háborítatlanul ment a koncert Grúziában, majd Örményországban.
Nevük miatt már eleve több botrányba keveredtek korábban is, több országban nem engedték őket koncertezni, például a kereszténységéről jól ismert Máltán. 2005-ben Dave Mustaine, a Megadeth frontembere kijelentette, hogy nem fog olyan koncerten játszani, ahol a Rotting Christ is fellép.

## Tagok
- Szákisz Tólisz - ének, ritmusgitár, billentyűk (1987-)

- Thémisz Tólisz - dobok (1987-)

- Jórgosz Emmanuíl - gitár, vokál (2012-)

- Vangélisz Karzísz - basszusgitár, vokál (2012-)

## Diszkográfia
Stúdióalbumok
- Thy Mighty Contract (1993)
- Non Serviam (1994)
- Triarchy of the Lost Lovers (1996)
- A Dead Poem (1997)
- Sleep of the Angels (1999)
- Khronos (2000)
- Genesis (2002)
- Sanctus Diavolos (2004)
- Theogonia (2007)
- Aealo (2010)
- Katá ton Daímona Eautoú (2013)
- Rituals (2016)
- The Heretics (2019) [1]
- Pro Xristou (2024)

## Egyéb kiadványok
EP-k
- Passage to Arcturo (1991)

Demók, kislemezek, DVD-k
- Leprosy of Death (1988, demó)
- Decline's Return (1989, demó)
- The Other Side of Life (1989, split EP a Sound Pollutionnel)
- Satanas Tedeum (1989, demó)
- Rotting Christ / Monumentum (1991, split lemez a Momentummal)
- Dawn of the Iconoclast (1991, EP)
- Ade's Winds (1992, demó)
- Apokathelosis (1993, EP)
- The Mystical Meeting (1997, kislemezekből/koncert felvételekből/feldolgozásokból álló album)
- Der Perfekte Traum (1999, kislemez/koncert album)
- In Domine Sathana (2003, koncert DVD)
- Non Serviam: A 20 Year Apocryphal Story (2009, koncert CD/DVD)
- A Soundtrack to Mikael Häll's Doctoral Dissertation (2012, split lemez a Negative Plane-nel)
- Promo 1995 (2013, EP)
- Lucifer over Athens (2015, koncert album)

Válogatáslemezek
- The Mystical Meeting (1995)
- Thanatiphoro Anthologio (2007)
- Semigods of the Serpent Cult (2009)
- 25 Years: The Path of Evil Existence (2014)
- Their Greatest Spells (2018)

Könyvek
- Non Serviam: The Official Story of Rotting Christ (2018)